# Josef Zintl
Josef Zintl (3. ledna 1834 Teplá – 24. června 1908 Teplá) byl rakouský a český lékárník a politik německé národnosti, v 2. polovině 19. století a počátkem 20. století poslanec Českého zemského sněmu.

## Biografie
Vystudoval vysokou školu ve Vídni a roku 1860 získal titul doktora chemie. Roku 1864 si zřídil lékárnu v rodné Teplé. Od roku 1865 byl členem okresního výboru v Teplé a dvakrát i okresním starostou.
V 70. letech 19. století se natrvalo zapojil i do zemské politiky. V zemských volbách v roce 1870 byl zvolen na Český zemský sněm za kurii venkovských obcí (obvod Planá – Teplá – Bezdružice). Mandát obhájil za tentýž obvod i zemských volbách v roce 1872 a volbách v roce 1878. Do sněmu se pak vrátil roku 1894. Ve volbách v roce 1895 byl na sněm zvolen za kurii venkovských obcí (obvod Žlutice). Ve volbách v roce 1901 uspěl v kurii venkovských obcí (obvod Planá).
Stranicky se profiloval jako německý liberál (takzvaná Ústavní strana, liberálně a centralisticky orientovaná, odmítající federalistické aspirace neněmeckých etnik, později Německá pokroková strana).
Josef Zintl byl ženat, měl syna a dceru.